# Александрова, Людмила Владимировна
Людмила Владимировна Александрова (годы рождения и смерти — неизвестны) — украинский композитор, музыкальный педагог, автор музыки двух знаменитых романсов, ставших украинскими народными песнями («Повій, вітре, на Вкраїну» и «Дивлюсь я на небо та й думку гадаю»).
Одна из первых профессиональных женщин-композиторов в Российской империи.

## Биография
Родилась в г. Изюме Харьковской губернии в семье врача и известного украинского поэта Владимира Александрова (1825—1894). Получила домашнее образование. Позже ей удалось добиться поступления в высшее учебное заведение — стала студенткой Варшавской консерватории по композиторскому классу и успешно её закончила.
После окончания консерватории вернулась на родину, жила в Харькове. Преподавала и писала музыку.

## Творчество
Создала музыку к ряду песен и романсов.
Сценический дебют песни «Повій вітре на Вкраїну» (на стихи С. Руданского (1834—1874)) состоялся в 1872 году в оперетте отца В. Александрова «За Немань иду» (точнее пьесе, насыщенной народными песнями).
Её песни «Дивлюсь я на небо» (на стихи М. Петренко (1817—1862)) и «Повій, вітре, на Вкраїну» долгое время считались народными.
Романс с нотами был опубликован в нескольких сборниках:
- Народні пісні русинів. — Львів, 1876.
- Народний пісенник з найкращих українських пісень, які тепер найчастіше співаются, з нотами… / Упоряд. В. Александров. — Харків, 1887.
- Збірничок українських пісень з нотами. — Одеса, 1895.